# Підготовка шахтного поля головними штреками
Підготовка шахтного поля головними штреками — підготовка шахтного поля головними штреками схожа з погоризонтною.
У такий самий спосіб через усе шахтне поле вздовж його довгої сторони проводять головні штреки, безпосередньо від яких проводять виймальні виробки — виймальні штреки. Вони розподіляють шахтне поле на виїмкові стовпи (смуги). Разом з тим є істотна різниця: немає розподілу шахтного поля на виймальні сходинки, бо в цьому разі пласт залягає горизонтально і тому не треба проводити головні штреки на межах шахтного поля. Таким чином сама підготовка є досить простою за рахунок мінімального обсягу проведення підготовлюючих виробок — двох здвоєних головних штреків. Порядок вироблення виїмкових стовпів (смуг) у шахтному полі такий самий, як і при погоризонтній підготовці. Він може бути прямим, зворотним і комбінованим. В останньому випадку з одного боку від головних штреків виїмкові стовпи виробляються прямим ходом, а з другого — зворотним. Підготовка шахтного поля головними штреками є найпростішим з відомих способів підготовки. Застосовується при порівняно невеликих розмірах шахтного поля, коли його не треба розподіляти на панелі, а також при горизонтальному або близькому до нього заляганні пласта.